# Manzana Rancho Escondido
Manzana Rancho Escondido är en ort i Mexiko.   Den ligger i kommunen Ocampo och delstaten Michoacán de Ocampo, i den södra delen av landet, 120 km väster om huvudstaden Mexico City. Manzana Rancho Escondido ligger 3 052 meter över havet och antalet invånare är 911.
Terrängen runt Manzana Rancho Escondido är lite bergig. Runt Manzana Rancho Escondido är det ganska tätbefolkat, med 222 invånare per kvadratkilometer. Närmaste större samhälle är Heróica Zitácuaro, 18,8 km sydväst om Manzana Rancho Escondido. I omgivningarna runt Manzana Rancho Escondido växer i huvudsak blandskog.